# Millionnaires d'un jour
Millionnaires d'un jour è un film del 1949 diretto da André Hunebelle.